# Watertoren (Wenduine)
De watertoren ten westen van de bebouwde kom van Wenduine, op de top van de aldaar gelegen hoogste duin "Hogen-Hul", werd gebouwd in 1911. In de jaren zeventig werd ze voorzien van metalen stutten.

## Beschrijving
De toren van het type D1 is opgebouwd uit een betonnen skeletconstructie, opgevuld met metselwerk. Daarboven rust een sterk overkragend betonnen reservoir met een capaciteit van 250 kubieke meter. Op straatniveau is het geheel afgewerkt met een plint van blauwsteen. Een korfboogdeur verschaft toegang tot het complex. De hogere bouwlagen zijn voorzien van korfboogvensters.
Ardooie ·
Beernem Bulscampveld ·
Beernem Reigerlostraat ·
Bellegem Kleine Perijkelstraat ·
Blankenberge ·
Bredene Dorpstraat ·
Brugge Generaal Lemanlaan ·
Brugge Koning Leopold III Laan ·
Brugge Schaakstraat ·
Brugge Koning Albertlaan ·
Brugge Gentpoortvest ·
Brugge Kustlaan ·
Brugge Lissewegsesteenweg ·
Brugge Sint-Michielsestraat ·
De Haan Drift ·
De Haan Wenduinesteenweg ·
De Panne ·
Duinbergen ·
Gullegem ·
Heist ·
Hooglede ·
Ieper Dikkebusseweg ·
Ieper Elverdingsestraat ·
Izegem Schardouwstraat ·
Izegem Zwingelaarstraat ·
Knokke-Heist Arcadelaan ·
Koekelare ·
Kortemark ·
Kortrijk Doorniksesteenweg ·
Kortrijk Markesteenweg ·
Kuurne ·
Lichtervelde ·
Lombardsijde ·
Menen ·
Middelkerke Logierlaan ·
Middelkerke Zeedijk ·
Oedelem ·
Oostduinkerke ·
Oostende Konterdamkaai ·
Oostende Mercatorlaan ·
Oostende Leopoldpark ·
Oostende Maria Hendrikapark ·
Oostende Populierendreef ·
Oostende Dokter Eduard Moreauxlaan ·
Passendale ·
Poperinge ·
Roeselare ·
Roksem ·
Tielt ·
Torhout ·
Waregem ·
Wenduine ·
Wevelgem ·
Westende ·
Zeebrugge Blondeellaan ·
Zeebrugge Kustlaan ·
Zeebrugge Lissewegsesteenweg ·
Zillebeke ·
Zwevegem P. Ferrardstraat ·
Zwevegem Stockerijstraat